# Anopheles bambusicolus
Anopheles bambusicolus este o specie de țânțari din genul Anopheles, descrisă de William H.W. Komp în anul 1937. Conform Catalogue of Life specia Anopheles bambusicolus nu are subspecii cunoscute.